# Liratilia elegantula
Liratilia elegantula är en snäckart som beskrevs av Powell 1937. Liratilia elegantula ingår i släktet Liratilia och familjen Columbellidae. Inga underarter finns listade i Catalogue of Life.